# Distrito de Al Jabal al Gharbi
Al Jabal al Gharbi (en árabe: الجبل الغربي‎ Al Ǧabal al Gharbi, en español "Las Montañas del Oeste") es uno de los veintidós distritos de Libia, este se localiza en el noroeste de Libia. Se encuentra cerca de la frontera entre Libia y Túnez.

## Etnias
Los grupos étnicos principales en el distrito lo componen la mayoría de la población de hablantes bereberes además de los árabes.

## Geografía
Entre la geografía del lugar cabe mencionar la cordillera montañosa del Yebel Nefusa, que se eleva hasta unos 980 metros sobre el nivel del mar. El resto del paisaje es parecido al de los otros países de la región.
Limita con los siguientes distritos:
- Sirte al este
- Misurata al este
- Al Murgub al noreste
- Al Jfara al norte
- Zauiya al norte
- An Nuqat al Khams al noroeste
- Nalut al oeste
- Wadi Al Shatii al sur
- Al Jufrah al sureste